# Condoto
Condoto é um município da Colômbia, localizado no departamento de Chocó.